# 和平旗

国际和平旗的设计方案之一

和平旗（英語：Peace flag）是一种象征和平、反战、世界团结或人道主义理念的旗帜，广泛用于历史上的社会运动、文化活动和国际组织。历史上曾出现多种不同设计的和平旗，本文介绍其中若干具有代表性的样式及其背景。

## 白边国旗

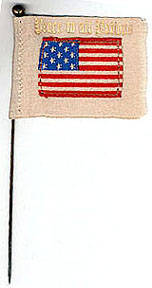
白边美国国旗，旗帜上写有“和平属于所有国家”

在多数文化中，白旗通常象征投降、休战或停火。这一用途最早可追溯至中国东汉时期（公元25年至220年）。在1861年的美国内战期间，反战者也曾使用白旗作为和平象征。1891年，第三届世界和平大会在罗马提出一种新的“和平旗”设计方案：在本国国旗周围加上白色边框，以象征以非暴力方式解决冲突。该设计由亨利·佩蒂特（Henry Pettit）提出，虽未被正式采纳，但曾被美国和平协会和世界和平联盟等组织采用。

## “Pro Concordia Labor”旗帜

1904年简化的世界和平旗帜设计

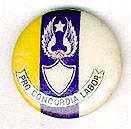
印有和平旗帜图案的徽章

19世纪90年代，旅居意大利的美国人科拉·斯洛科姆·迪·布拉扎（Cora Slocomb di Brazza Savorgnan，即布拉扎伯爵夫人）设计了一面和平旗，旗面由黄色、紫色、白色三条垂直色带构成，后被国际和平局采用。旗帜最初版本的中央绘有一面盾牌，盾牌上方是一男一女握手图案，由一对鸽翼托举，鸽翼上悬挂一颗白色星星。盾牌中央可绘制使用者所选图案、注册编号，或写上“Pro Concordia Labor”（意为“为了和谐而努力”）的座右铭。这句座右铭可印在盾牌下方的飘带上，或印在旗杆上垂下的白色飘带上；旗杆为蓝色，象征希望，顶端有一颗星星；另一条飘带上，则可写上使用该旗的组织或个人的座右铭。1896年，国际妇女理事会采用了这面旗帜。1904年，该旗帜去除中央图案，简化为单纯的三色旗。

## 地球旗

世界和平大会的世界和平旗

美国俄亥俄州扬斯敦的卫理公会牧师詹姆斯·威廉·范·柯克（James William van Kirk）设计了第一面“世界和平旗”，图案由地球、彩虹条纹和星星。珂克曾于1913年和1929年两度携此旗帜前往欧洲进行巡回演说，宣扬和平理念以及“人人皆兄弟、上帝为父”的思想。该旗后来被世界和平大会采纳为官方旗帜，美国和平协会及其他组织亦跟进使用。旗帜主体为蓝色底色，其上绘有地球，周围有白色星星；一条白带穿越地球，其左侧化作一道彩虹光谱，象征人类虽多样但和谐共存。
地球与光谱周围环绕着46颗星星。1938年，柯克出版自传《比小说更奇妙：四次环游世界，世界旗帜的设计者，世界建设者，80岁时开启新生活》（《Stranger than fiction: four times around the world, designer of world flag, a world builder, at 80 years makes a new start in life》）。

## 和平旗帜

和平旗帜的标志

和平旗帜是《洛里奇协定》（Roerich Pact）的象征。这是第一部旨在保护艺术、科学机构和历史古迹的国际条约， 于1935年4月15日签署。该旗帜由俄罗斯画家尼古拉斯·洛里奇（Nicholas Roerich）设计，旨在推动文化遗产保护的国际共识。

## 彩虹旗

"PACE"旗帜是一种彩虹色的旗帜，其中"PACE"在意大利语中意为“和平”

目前最常见的和平旗帜之一是彩虹旗，于1961年在意大利一次和平游行中首次出现，其灵感来自早期反核武器示威中使用的多彩旗帜。更早的版本曾以巴勃罗·毕加索绘制的鸽子为主题。最常见的版本包含七种颜色——紫色、蓝色、天蓝色、绿色、黄色、橙色和红色，并在中央印有意大利语单词PACE（意为“和平”）的粗体字样。该旗在2002年“Pace da tutti i balconi”（每个阳台都充满和平）运动中广泛传播，该运动旨在反对即将爆发的伊拉克战争。当时，旗帜的使用一度受到意大利LGBT群体的批评，原因是其设计与的六色彩虹旗过于相似。大量意大利市民将这面和平旗挂于自家阳台；并逐渐传播至其他国家。有时，“PACE”一词会被替换为当地语言的翻译，但并非所有版本都这样做。根据国际特赦组织的说法，旗帜制造商弗朗哥·贝尔西托（Franco Belsito）18年来每年生产约1000面旗帜，但在该运动期间，需求量骤增至数百万面。该旗帜也存在一些变体，例如将紫色条纹移至天蓝色条纹下方，或在顶部增加白色条纹。需要注意的是，这种七色和平旗与六色LGBT骄傲旗不同，后者不包含天蓝色，且色序相反，顶部为红色。

## 和平旗倡议
“和平旗倡议”旨在呼吁全球于每年9月21日国际和平日当天统一升起纯白色国旗，象征团结与和平。虽然有橄榄枝、鸽子等和平象征物，但联合国尚未正式采用统一的世界和平旗。该倡议建议各国在9月21日升起全白国旗，以传达非暴力与合作的信息。2013年，哥伦比亚、赤道几内亚和厄瓜多尔驻伦敦的大使馆响应号召，在9月21日升起无色彩的白旗。因该倡议在传播和平理念方面的贡献，其设计团队于2012年获得D&AD（设计和艺术指导）“白铅笔”奖提名。

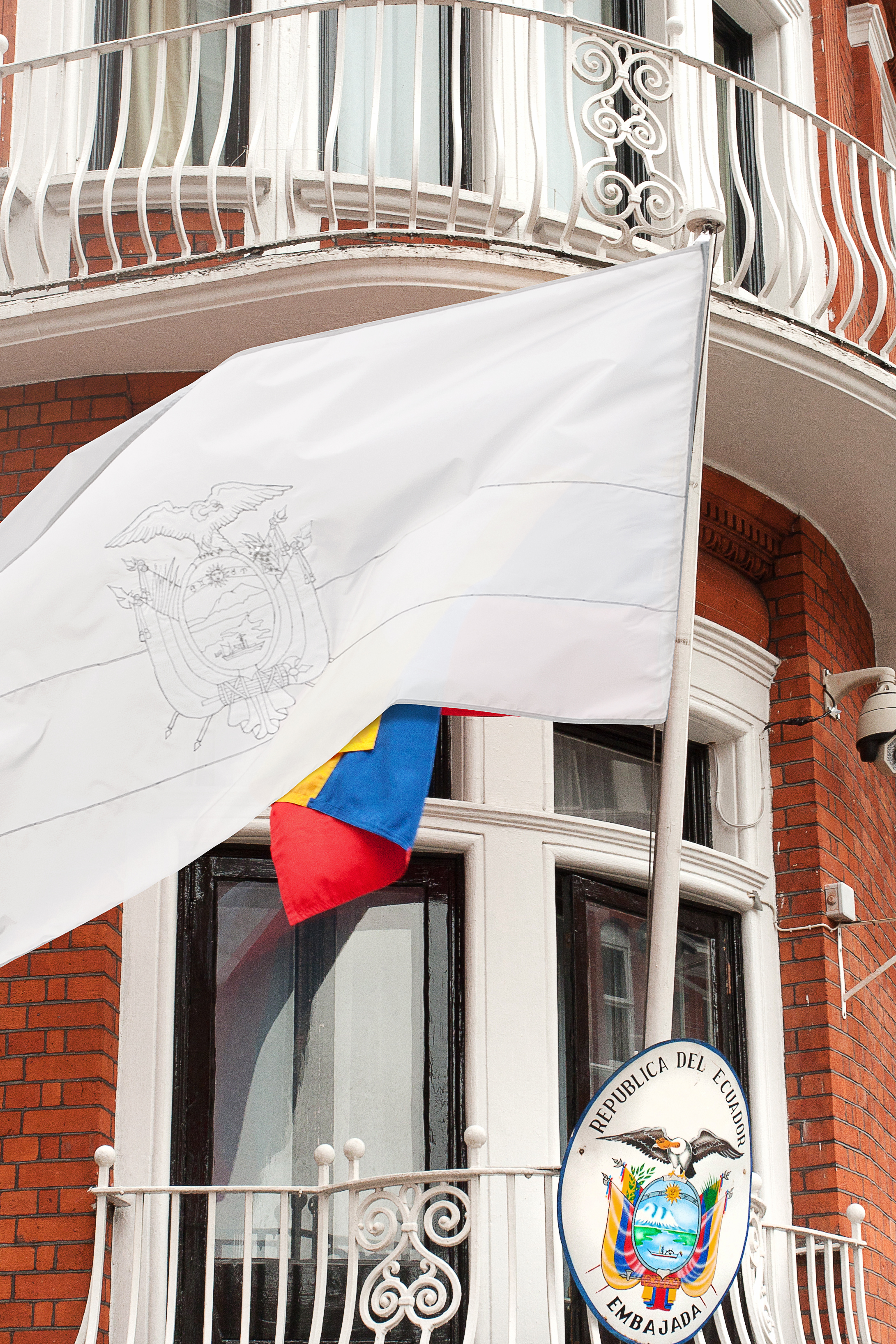
厄瓜多尔和平旗

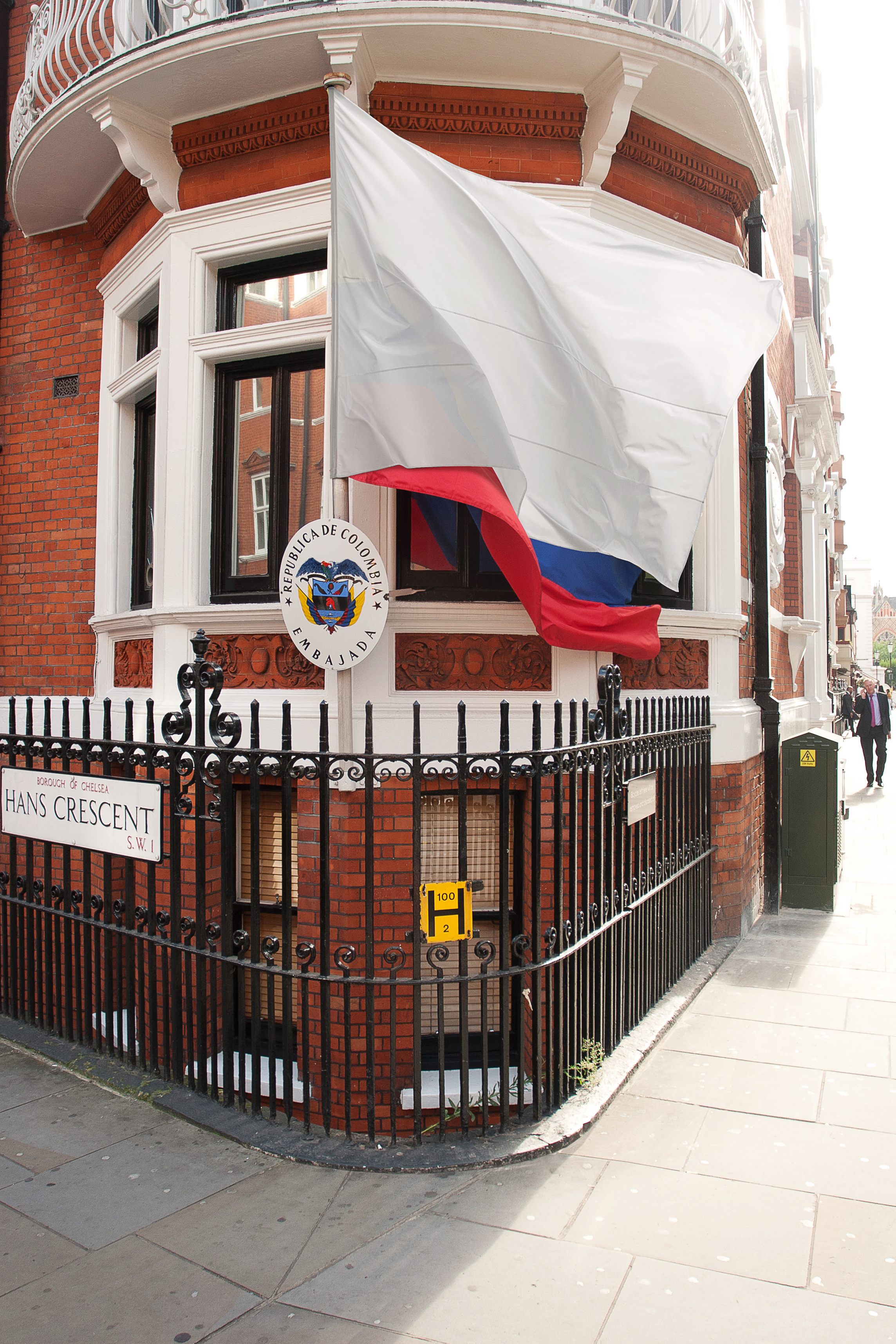
哥伦比亚和平旗

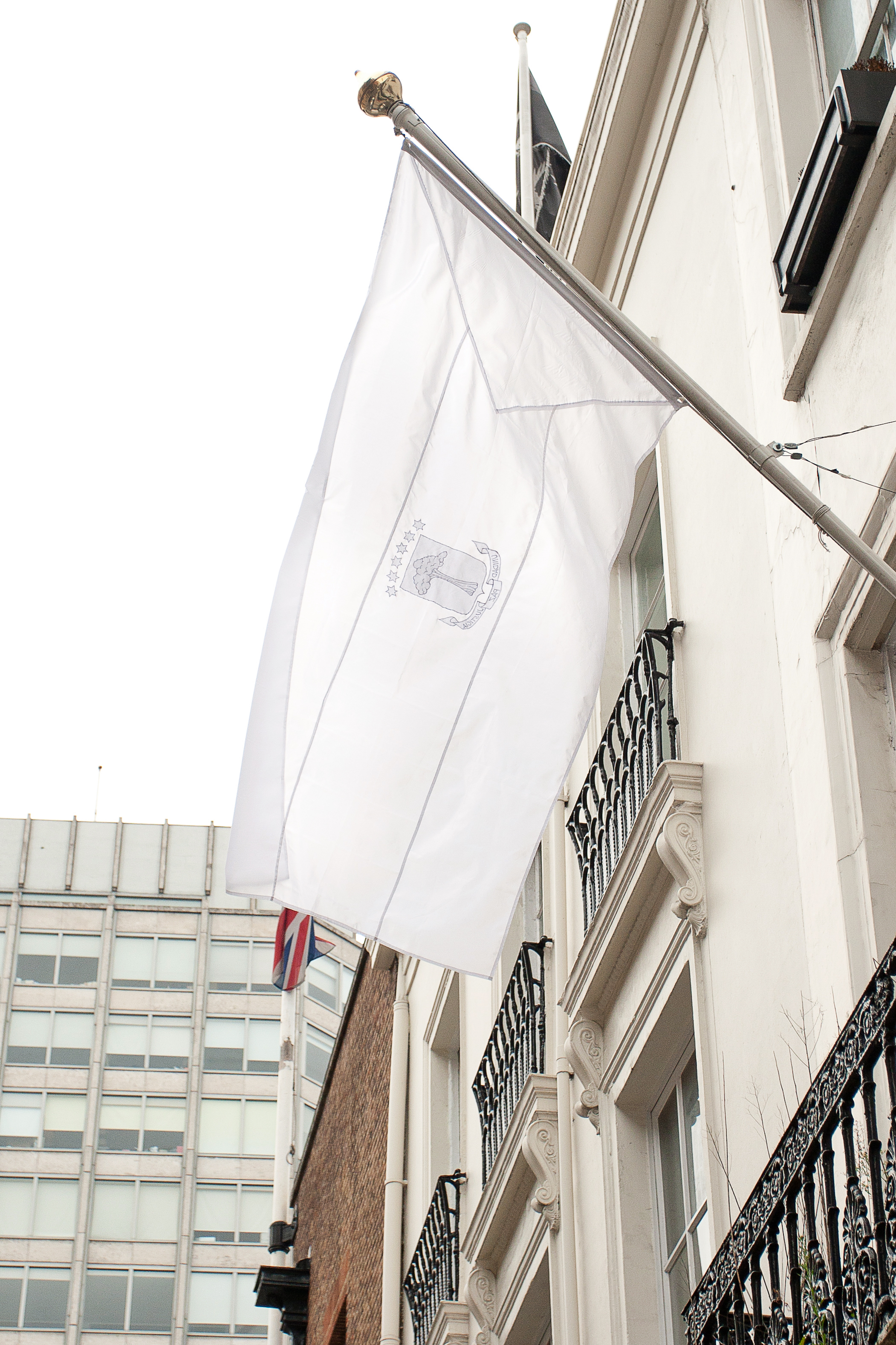
赤道几内亚和平旗

### 世界最大和平旗
2009年11月14日，意大利莱切的“GPace - 青年和平协会”制作了第一面大型和平旗帜，尺寸为21米 × 40米。三年后，比利时的和平组织打破了这一纪录。2012年9月21日，在根特市中心，该组织展示了一面尺寸为30米 × 50米的和平旗帜，旨在加强对裁军与可持续发展的关注。

## 图集

带有和平标志的美国国旗 旗帜学用语
希腊语版彩虹和平旗
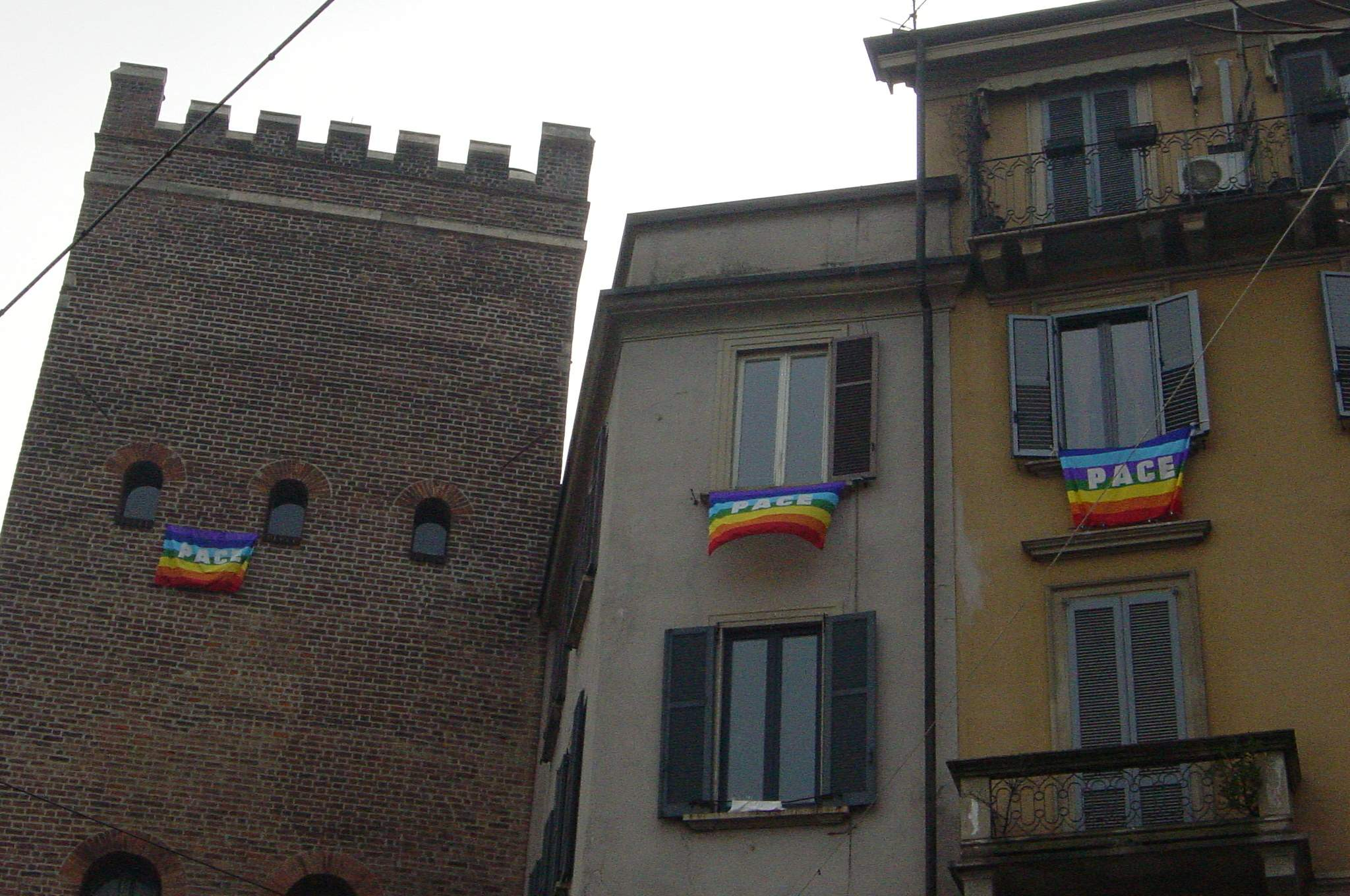
“阳台上的全体和平旗帜”：2003 年 3 月，在意大利的米兰，人们在窗户上悬挂和平旗帜。悬挂的旗帜超过 100 万面，反对伊拉克战争。